# Françoise Charpentier
 (novembre 2015).
Pour les articles homonymes, voir Charpentier (homonymie).
Françoise Charpentier, née le 22 juin 1948 à Goès dans les Pyrénées-Atlantiques, est une femme politique française.
Suppléante de Jean-Louis Debré, elle est députée de la première circonscription de l'Eure du 5 mars 2007 à la fin de la législature en juin 2007 lorsque celui-ci est nommé au Conseil constitutionnel. Elle l'avait déjà remplacé auparavant, du 19 juin 1995 au 21 avril 1997, lors de sa nomination au ministère de l'Intérieur.
Elle est conseillère générale de l'Eure, maire de Damville (1983-2014) et présidente de la Communauté de communes du Pays de Damville.

## Mandats nationaux
- 5 mars 2007 - juin 2007 : député de l'Eure (remplacement de Jean-Louis Debré) ;
- 19 juin 1995 - 21 avril 1997 : député de l'Eure (remplacement de Jean-Louis Debré).

## Mandats locaux
- 27 mars 1983 au 9 mars 1985 : conseillère générale de l'Eure ;
- 17 mars 1985 au 28 mars 1992 : vice-présidente du conseil général ;
- 29 mars 1992 au 23 mars 1998 : vice-présidente du conseil général ;
- 1983 - 2014 : maire de Damville ;
- présidente de la communauté de communes du Pays de Damville.